# Graeme Smith (calciatore 1982)
Graeme Smith (Bellshill, 3 ottobre 1982) è un ex calciatore scozzese, di ruolo portiere.

## Carriera
Ha giocato nella prima divisione scozzese.

## Palmarès

### Club

#### Competizioni nazionali
- Coppa di Scozia: 1

Rangers: 2007-2008